# Andrena vaga
Andrena vaga là một loài ong trong họ Andrenidae. Loài này được Panzer miêu tả khoa học đầu tiên năm 1799.